# Heinrich Kurz (Literaturhistoriker)

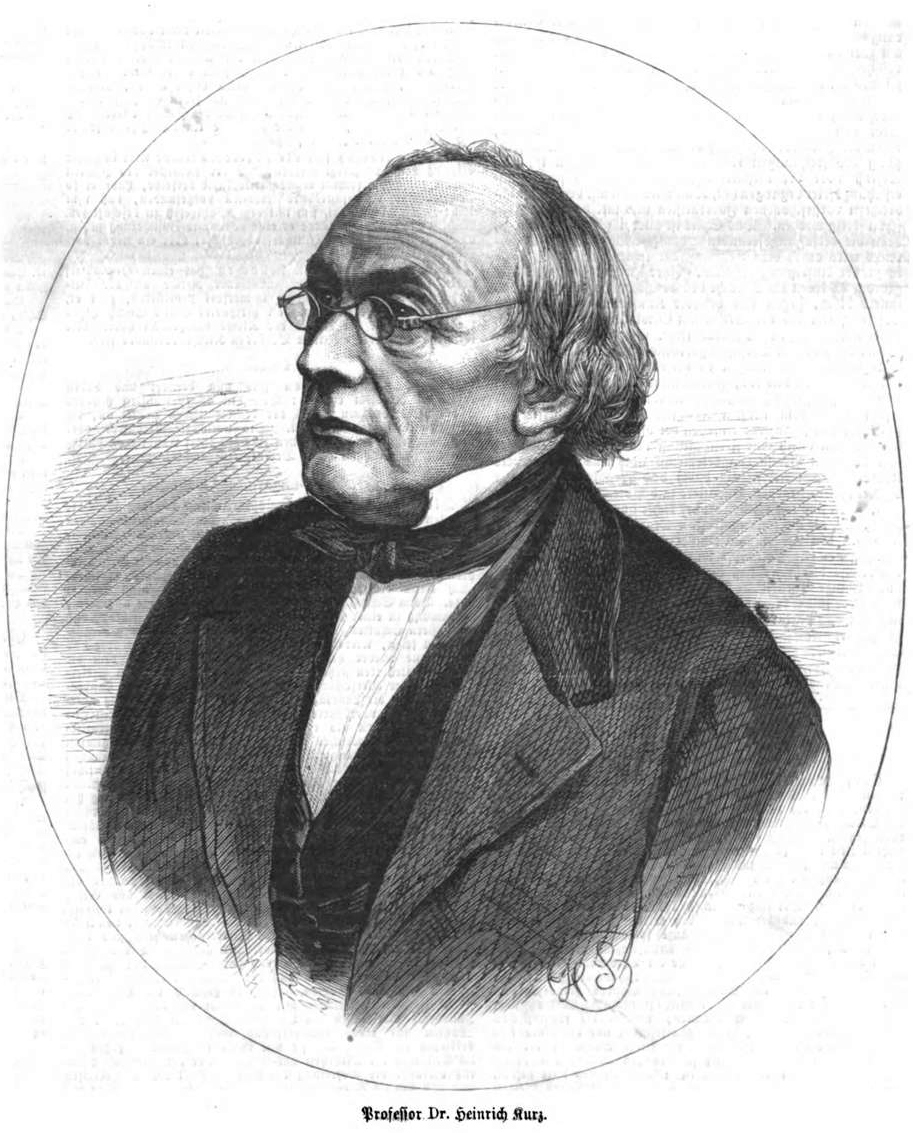
Heinrich Kurz (1871)

Heinrich Kurz (* 28. April 1805 in Paris; † 24. Februar 1873 in Aarau) war ein deutsch-schweizerischer Literaturhistoriker, Sinologe, Übersetzer und Bibliothekar.

## Leben
Heinrich Kurz wurde in Paris als Sohn des deutschen Schuhmachers Johann Georg Kurz und dessen französischer Ehefrau geboren. Nach dem Tod seines Vaters 1816 kam er zu seinem Onkel nach Hof und besuchte später ein Gymnasium. Ab 1824 studierte er an der Universität Leipzig mit wenig Neigung Theologie. Während seines Studiums wurde er 1824 Mitglied der Alten Leipziger Burschenschaft. Nachdem er wegen seiner Verwicklung in burschenschaftliche Aktivitäten relegiert worden war, erfolgte in München ein Studium der orientalischen Sprachen. Nach der Ablegung des Doktorats begab er sich 1827 zur Weiterbildung in seine Geburtsstadt Paris, wo er im Collège de France bis 1830 bei Jean-Pierre Abel-Rémusat die chinesische Sprache erlernte und bald Abhandlungen über das Chinesische sowie Übersetzungen veröffentlichte. Von 1832 an lehrte er als Privatdozent in München chinesische Sprache und gab Die Zeit, eine liberale oppositionelle Zeitschrift, heraus, was ihm eine Verurteilung wegen Majestätsbeleidigung und eine Haftstrafe von zwei Jahren eintrug. Im Gefängnis übersetzte er zwei chinesische Werke (1836 in St. Gallen veröffentlicht).
Nach seiner Freilassung emigrierte Kurz 1834 in die Schweiz, wo er eine Anstellung als Lehrer für deutsche Sprache und Literatur an der Kantonsschule in St. Gallen erhielt. 1838 heiratete er Barbara Sophia Amsler, die Tochter des Rechtsanwalts und aargauischen Regierungsrats Johannes Amsler, und erwarb das Bürgerrecht der Gemeinde Schwamendingen.
1839 wechselte Kurz als Lehrer für deutsche Sprache an die Kantonsschule Aarau, wo er bis zu seiner krankheitsbedingten Pensionierung 1866 verblieb. 1844 wurde er zusätzlich zu seinem Lehramt Stellvertreter und 1846 Nachfolger des Kantonsbibliothekars Franz Xaver Bronner, eine Stellung, die er bis zu seinem Tod innehatte.
Während seiner Zeit in Aarau wandte sich Kurz mit großem Interesse dem Gebiet der deutschen Literaturgeschichte zu und publizierte zahlreiche Schriften, darunter eine viel beachtete „Geschichte der deutschen Literatur“ mit Proben in vier Bänden. Er gab Anthologien zeitgenössischer Autoren und Ausgaben klassischer Schriftsteller heraus.
Erwin Kurz, das sechste seiner zehn Kinder, war Politiker und vertrat den Kanton Aargau zwanzig Jahre lang im Nationalrat.

## Schriften (Auswahl)
Herausgeberschaft
- Goethes Werke. Kritisch durchgesehene Ausgabe mit Beifügung aller Lesarten. Verlag  des Bibliographischen Instituts, Leipzig 1868/1869.

Sinologische Werke
- mit J. C. Levasseur: Yun tseu mo lo. Tableau des Elémens vocaux de l’Ecriture Chinoise. Paris 1829.
- Ueber einige der neuesten Leistungen in der Chinesischen Literatur. Paris 1830.
- Mémoire sur l’état politique et religieux de la Chine, 2300 ans avant notre ère, selon le Chou King. Paris 1830.

Literaturhistorische Werke
- Beiträge zur Geschichte und Literatur: vorzüglich aus den Archiven und Bibliotheken des Kantons Aargau. Aarau 1846, (books.google.com).
- Geschichte der deutschen Literatur mit ausgewählten Stücken aus den Werken der vorzüglichsten Schriftsteller. Leipzig 1853, 3 Bände.
- Leitfaden zur Geschichte der deutschen Literatur. (5 Auflagen) Leipzig 1860–1878 (openlibrary.org (1860)).

Anthologien
- Handbuch der poetischen Nationallitteratur der Deutschen seit Haller bis auf die neueste Zeit. 3 Bände. Zürich 1840–1843.
- Handbuch der deutschen Prosa von Gottsched bis auf die neueste Zeit. 3 Bände. Zürich 1845–1852.
- Die Schweiz. Land Volk und Geschichte in ausgewählten Dichtungen. Bern 1853 (books.google.com).
- Schweizerische Erzählungen. Zürich 1860 (books.google.com).
- Blumenlese aus den neuern schweizerischen Dichtern. Zürich 1860 (books.google.com).
- Bibliothek der Deutschen Nationalliteratur. Hildburghausen u. a. mit Lessings Werke (1869–1870, 4 Bände.) Heinrich von Kleist Gesammelte Werke (1868, 2 Bände.)